# دانشگاه آزاد اندونزی
دانشگاه آزاد اندونزی (به لاتین: Indonesia Open University) یک دانشگاه در اندونزی است که در جاکارتا واقع شده‌است.